# Château de Crozant
Le château  de Crozant est une ancienne forteresse médiévale de la fin du XIIe siècle, remaniée aux XIIIe et XVe siècles, ruinée, dont les vestiges se dressent sur la commune française de Crozant dans le département de la Creuse, en région Nouvelle-Aquitaine. Le château est classé monument historique depuis le 3 octobre 1997.

## Localisation
Le château occupe une crête rocheuse aux pentes abruptes, entre la Creuse et son affluent, la Sédelle, sur la commune de Crozant, dans le département français de la Creuse.

## Historique

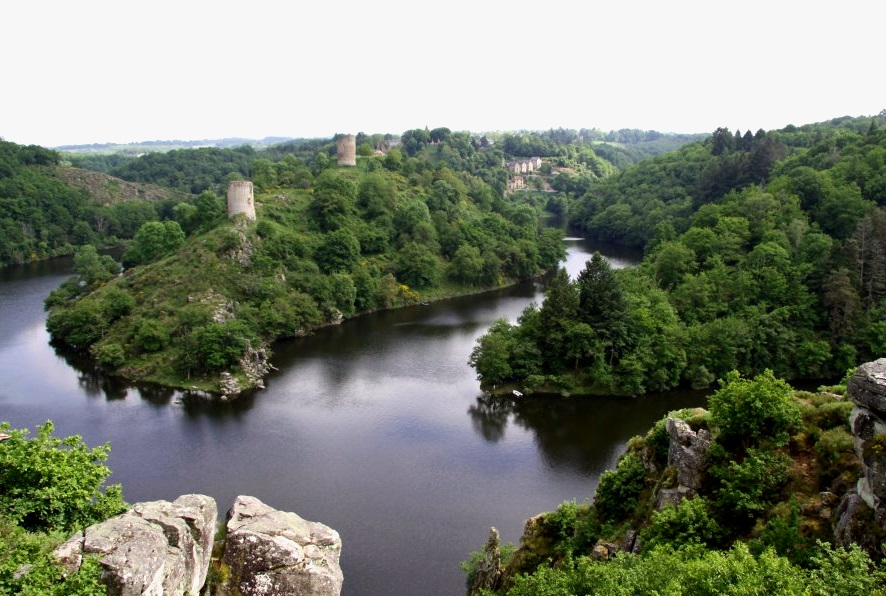
Le château de Crozant.

L'éperon rocheux inscrit entre la Creuse et un de ses affluents, la Sédelle, a été occupé dès la période protohistorique, puis abandonné à l'époque antique.
Une forteresse semble y avoir été édifiée primitivement entre 997 et 1018. Le château est cependant mentionné pour la première fois dans une charte des années 1200-1210, lorsqu'il est associé au développement du bourg.
Une des tours subsistantes (première moitié du XIIIe siècle) porte le nom d'Isabelle d'Angoulême, veuve de Jean sans Terre, épouse de Hugues X de Lusignan, comte de la Marche, qui, suivant une tradition, l'aurait fait construire. Au XIIe siècle, les capitaines du lieu sont des membres de la famille de Foucault de Saint-Germain-Beaupré.
Mais ce n'est qu'au XIIIe siècle que le château comtal (Crusanum castrum comitis Marchie) prend la forme que nous lui connaissons aujourd'hui. Ce sont les comtes de la Marche qui font édifier les fortifications au XIIIe puis au milieu du XVe siècle. En 1347, le comte de la Marche demande à son châtelain-capitaine d'équiper la place en hommes et en réserves pour assurer sa défense face aux Anglais dont on craint l'attaque.
Lors de la chevauchée du Prince noir en 1356, durant la guerre de Cent Ans, le château résiste aux assauts des Anglo-Gascons qui finiront par passer leur chemin, le 22 août, non sans avoir saccagé le village.
Dans son ouvrage sur l'histoire de la Marche, Joullietton rapporte que le château aurait été pris par des extrémistes catholiques en 1588, ce qui aurait occasionné la ruine d'une tour. À partir de 1606, le château paraît déjà servir de carrière de pierres aux habitants des alentours. Un procès-verbal de 1640, établi par l'intendant du roi à Moulins, Le Voyer d'Argenson, constate que l'ensemble féodal est en triste état. Les vestiges de la place forte, qui appartiennent à la Couronne depuis la confiscation des biens du connétable de Bourbon en 1527, sont alors acquises par Gabriel Foucault de Saint-Germain-Beaupré, gouverneur de la Marche en 1646. En février 1640 une estimation du château de Crozant a été faite sur ordre du roi, qui en conclut un fort délabrement du château . 
Henri Foucault mourut le 12 septembre 1678. après lui, Crozant devint la propriété de son plus jeune fils Gabriel-François et, plus tard, de son aîné, Louis Foucault, puis en 1719 du fils de ce dernier Armand-Louis-François, en 1732, d'Anne-Françoise Foucault, mariée à Anne-Bonne Doublet de Persan.
À l'issue de longues négociations ces ruines ont été acquises par la commune. Un important programme de réhabilitation est à l’œuvre par le Syndicat Mixte pour la Sauvegarde et la Valorisation de la Forteresse de Crozant. Cette structure rassemble le département de la Creuse (50 %) la Communauté de Communes du Pays Dunois (30 %) et la commune de Crozant (20%). Grâce à des financements croisés avec ceux de l'État, de la Région et d'autres partenaires, le site bénéficie d'importantes campagnes de conservation et de valorisation. Il est au fondement de la Vallée des Peintres entre Berry et Limousin, territoire interrégional siège de plusieurs colonies d'artistes parmi lesquels les peintres paysagistes, impressionnistes et postimpressionnistes dont l'histoire a été mise en lumière par l'historien d'art Christophe Rameix.
Les vestiges du château et le sol des parcelles ont été classés monuments historiques par arrêté du 3 octobre 1997.

## Description
Les ruines de la citadelle couvrent une bonne partie de l'éperon : plusieurs enceintes successives, un donjon de plan carré du XVe siècle et deux tours XIIIe siècle, auxquels s'ajoutent une chapelle et la « tour de l'eau » qui permettait d'aller chercher l'eau à la rivière tout en restant à couvert.

## Liste des seigneurs de Crozant
Liste non exhaustive.
- Géraud de Crosenc (1019)
- Bridiers (…1019-1136)
  - Béraud II de Bridiers († 1136)
- Géraud de Brosse (1136-1168)
- Audebert IV de Montgommery (1168-1177 ?)
- Maison Plantagenêt (…1177-1199)
  - Henri II d'Angleterre (1177-1189)
  - Richard Cœur de Lion (1189-1199)
- Maison de Lusignan (1199-1308)
  - Hugues IX de Lusignan (1199-1219)
  - Hugues X de Lusignan (1219-1249)
  - Hugues XI de Lusignan (1249-1250)
  - Hugues XII de Lusignan (1250-1270)
  - Hugues XIII de Lusignan (1270-1303)
  - Gui Ier de Lusignan (1303-1308)
- Capétiens (1308-1327)
  - Philippe IV le Bel (1308-1314)
  - Charles IV le Bel (1314-1327)
- Maison de Bourbon (1327-1356)
  - Louis Ier de Bourbon (1327-1342)
  - Pierre Ier de Bourbon (1342-1356)
- Maison de Bourbon-La Marche (1356-1438)
  - Jacques Ier de Bourbon-La Marche (1356-1362)
  - Jean Ier de Bourbon-La Marche (1362-1393)
  - Jacques II de Bourbon-La Marche (1393-1438)
- Maison d’Armagnac (1438-1477)
  - Bernard VIII d'Armagnac (1438-1462)
  - Jacques III d'Armagnac (1462-1477)
- Maison de Bourbon-Beaujeu (1477-1521)
  - Pierre II de Bourbon (1477-1503)
  - Suzanne de Bourbon-Beaujeu (1503-1521)
- Maison de Bourbon-Montpensier (1521-1523)
  - Charles III de Bourbon (1521-1523)

## Légendes
Les pierres des murs font écho à celles des parois rocheuses de la vallée et disent les légendes des lieux : celle du Rocher des fileuses où chaque année se déroulait un concours entre les jeunes villageoises, la plus habile devant filer son brin de laine de telle sorte qu'il touchât l'eau le premier, 80 mètres plus bas ; celle encore du diable qui a construit en une nuit le pont Charraud à la suite du pacte établi avec un homme qui n'a pas voulu être le premier fagot qu'il aurait lié le matin : il est venu au rendez-vous tout nu.

## Le château dans les arts et la littérature

### George Sand
George Sand visita le site de Crozant en compagnie de Chopin, à l'issue d'un périple difficile dans des routes qui n'en étaient pas. Les ruines lui firent une forte impression, comme en témoigne ce qu'elle écrivit dans Le Péché de monsieur Antoine (chapitre XX - La forteresse de Crozant) : « On ne sait donc qui a été plus hardi et plus tragiquement inspiré, en ce lieu, de la nature ou des hommes… »

### Armand Guillaumin
Dans le catalogue d'une exposition sur Armand Guillaumin, le cofondateur de l'impressionnisme, Christophe Rameix, historien d'art, écrit : « Tout ici l’émerveille et il avoue comme un enfant : « Qu’il existe au monde un pays aussi beau que Crozant, c’est possible ; mais un plus beau, je ne puis le croire… » »

### Les aigles décapitées
Une bande dessinée, Les Aigles décapitées, raconte l'histoire imaginaire de Hugues, seigneur de Crozenc. Le premier tome figure un dessin du château qui est une plausible reconstitution, si ce n'est qu'il a été dessiné inversé (gauche/droite).